# Велаш
Ве́лаш (порт. Velas; МФА: [ˈve.ɫɐʃ]) — муніципалітет і містечко в Португалії, в автономному регіоні Азорські острови. Розташований на острові Сан-Жорже в Атлантичному океані, на теренах історичної португальської провінції Азори. Належить до Ангрської діоцезії Католицької церкви в Португалії. Права міського самоврядування має з 1500 року. Поділяється на 6 парафій.  Площа муніципалітету — 119,08 км², населення муніципалітету — 5398 ос. (2011); густота населення — 45,33 осіб/км²
. Патрон — святий Юрій. Святковий день муніципалітету — 23 квітня. Поштовий індекс — 9800.  Код місцевої адміністративної одиниці — 2002. Складова статистичного регіону Азори.

## Географія
Велаш розташований на Азорських островах в Атлантичному океані, на північному заході острова Сан-Жорже.

## Історія
1500 року португальський король Мануел I надав Велашу форал, яким визнав за поселенням статус містечка та муніципальні самоврядні права.

## Населення
| Кількість мешканців | Кількість мешканців | Кількість мешканців | Кількість мешканців | Кількість мешканців | Кількість мешканців | Кількість мешканців | Кількість мешканців | Кількість мешканців | Кількість мешканців | Кількість мешканців | Кількість мешканців | Кількість мешканців | Кількість мешканців | Кількість мешканців | Кількість мешканців |
| ------------------- | ------------------- | ------------------- | ------------------- | ------------------- | ------------------- | ------------------- | ------------------- | ------------------- | ------------------- | ------------------- | ------------------- | ------------------- | ------------------- | ------------------- | ------------------- |
| 1864                | 1878                | 1890                | 1900                | 1911                | 1920                | 1930                | 1940                | 1950                | 1960                | 1970                | 1981                | 1991                | 2001                | 2011                |                     |
| 9 635               | 9 753               | 8 951               | 8 405               | 7 390               | 6 826               | 7 328               | 8 252               | 8 830               | 8 466               | 6 840               | 5 927               | 5 707               | 5 605               | 5 398               |                     |